# Цагааннуур (сомон)
Цагааннуур (монг. Цагааннуур) — сомон Баян-Улгийського аймаку Монголії.

## Адміністративні межі
Цагааннуур межує з сомонами Улаанхус, Бугат, Ногооннуур. На півночі проходить кордон з Росією.